# Yann Demange
Pour les articles homonymes, voir Demange.
Yann Demange, né à Paris en 1977, est un réalisateur et producteur français de télévision et de cinéma qui fait sa carrière en Angleterre.

## Biographie
Né d'une mère française et d'un père algérien, il a deux ans lorsque ses parents s'installent à Londres. Résidant en Angleterre, il réalise plusieurs courts-métrages et épisodes de séries télévisées pour des chaines de télévision anglaises,. En 2014, il sort son premier long métrage 71, film qui est récompensé. Yann Demange reçoit le prix du meilleur réalisateur à l'occasion de la 17e cérémonie des British Independent Film Awards (BIFA).
En novembre 2022, il est annoncé à la réalisation de Blade, long métrage de l'univers cinématographique Marvel, après le désistement de Bassam Tariq,, avant de quitter le projet à son tour en juin 2024 sans doute en raison des multiples réécritures du film et de la lenteur de la pré-production.

## Filmographie

### Cinéma
Longs métrages
- 2014 : 71
- 2018 : Undercover : Une histoire vraie (White Boy Rick)

Courts métrages
- 2006 : Headspace (documentaire)
- 2007 : Alan & Samir
- 2006 : Incomplete
- 2023 : Dammi

### Séries télévisées
- 2007 : Coming up (en), (1 épisode : A Man in a box)
- 2007 : Journal intime d'une call girl (saison 1, épisodes 1 à 4)
- 2008 : Dead Set (saison 1, épisodes 1 à 5)
- 2009 : Criminal Justice (saison 2, épisodes 1 à 3)
- 2011 : Top Boy (4 épisodes)
- 2020 : Lovecraft Country

## Distinctions

### Récompenses
- 2014
  - British Independent Film Awards (BIFA, édition n°17)
    - Prix du meilleur réalisateur pour 71

  - Festival international du film policier de Beaune (édition n°6)
    - Prix du Jury pour 71

### Nominations
- 2014
  - Berlinale (édition n°64)
    - Nommé : Ours d'argent du Meilleur acteur pour 71
    - Nommé : Ours d'or Pour 71
    - Nommé : Ours d'argent du Meilleur réalisateur pour 71
    - Nommé : grand prix du jury (Ours d'Argent) pour '71
    - Nommé : Ours d'Argent de la Meilleure contribution artistique pour 71
    - Nommé : Ours d'Argent de la Meilleure musique de film pour 71
    - Nommé : prix Alfred-Bauer pour 71
    - Nommé : Ours d'Argent - Meilleur scénario pour 71
    - Nommé : mention spéciale du jury pour 71

  - Prix du cinéma européen (édition n°27)
    - Nommé : prix FIPRESCI - Découverte européenne pour 71

  - Festival international du film policier de Beaune (édition n°6)
    - Nommé : grand prix pour 71
    - Nommé : prix Spécial Police pour 71
    - Nommé : prix de la Critique pour 71
    - Nommé : prix du Public pour 71
    - Nommé : mention spéciale de la critique pour 71
- 2015
  - BAFTA Awards / Orange British Academy Film Awards (édition n°68)
    - Nommé : Meilleur film britannique de l'année pour 71 (partagé avec Gregory Burke, Robin Gutch et Angus Lamont)
    - Nommé : Carl Foreman Award pour la première œuvre d'un réalisateur, producteur ou scénariste britannique pour 71 (partagé avec Gregory Burke)

  - Festival du film de Sundance (édition n°31)
    - Nommé : Spotlight pour 71